# Daniel Vetter
Daniel Vetter, též Strejc, (12. srpna nebo 12. října 1592 Hranice – asi 1669 Brzeg) byl původem českobratrský tiskař, kněz, spisovatel, pobělohorský emigrant a cestovatel.

## Život
Narodil se významnému bratrskému duchovnímu Jiřímu Strejcovi jako jeho čtvrtý syn. Studoval na akademii v Herbornu (Hesensko)), kde se později vzdělával i Jan Amos Komenský. Se svým krajanem a spolužákem Janem Salmonem z Podhoří u Hranic realizovali tito dva studenti v roce 1613 dobrodružnou, kavalírskou cestu na Island. Po návratu strávil Daniel Vetter několik let na Moravě, poté byl v letech 1618 a 1619 zapsán na studiích bohoslovectví na univerzitě v Heidelbergu, kde ho zastihlo české stavovské povstání. Stal se jedním z učitelů Jindřicha Fridricha, nejstaršího syna českého krále Fridricha Falckého, a odjel s ním do Prahy. S falckou rodinou se po bitvě na Bílé hoře dostal do Nizozemska. V letech 1621–1632 žil v Nizozemsku, zde rovněž studoval – na univerzitě v Leidenu. Po tragické smrti falckého prince (1629) přišel o zdroj příjmu, takže se v roce 1632 připojil k českým exulantům v Lešně. Tam byl brzy po svém příchodu ordinován na kněze a zvolen impresorem (tiskařem) zachráněné kralické tiskárny. V Lešně se v témže roce (1632) oženil s Kristinou Poniatowskou, schovankou Jana Amose Komenského. Kristina zemřela v roce 1644 na plicní nemoc. V Lešně Daniel Vetter zpracoval poznatky z četby i svoje zápisky z cesty na Island a v roce 1638 je poprvé publikoval jako cestopis. Po požáru Lešna v roce 1656 se Vetter (spolu s dalšími exulanty) přesunul do slezského města Břeh, kde se stal konseniorem Jednoty bratrské a staral se o sbory ve Slezsku. Zemřel kolem roku 1669, pravděpodobně dřív než J. A. Komenský.

## Dílo
Vetter se stal významným zejména vydáním cestopisu Islandia aneb krátké vypsání ostrova Islandu podle jeho cesty na Island roku 1613. Tuto cestu na Island podnikl se spolužákem Janem Salmonem, byli to zřejmě první Moravané, co navštívili Island a Vetterův cestopis je první český cestopis o Islandu. Mladíci odplouvali z Brém a vrátili se do Hamburku. Jedna plavba trvala nejméně 3 týdny a jejich cestování trvalo asi 9–11 týdnů, takže pobyt na ostrově byl krátký. Cestopis vyšel v roce 1638 nejprve polsky a téhož roku česky, v roce 1640 německy a další české vydání vyšlo v roce 1673 v Praze.